# Marko Živković (1994)
Marko Živković (srbskou cyrilicí Марко Живковић; * 17. května 1994, Smederevo) je srbský profesionální fotbalista, který hraje na pozici pravého obránce za srbský klub FK Partizan.

## Klubová kariéra
- FK Partizan (mládež)
- FK Teleoptik 2011–2013
- FK Partizan 2013–2014
- FK Vojvodina Novi Sad 2014–2015
- FK Sūduva Marijampolė 2015
- DAC Dunajská Streda 2016–[1]